# Tabanus trivittatus
Tabanus trivittatus är en tvåvingeart som beskrevs av Fabricius 1805. Tabanus trivittatus ingår i släktet Tabanus och familjen bromsar. Inga underarter finns listade i Catalogue of Life.